# SPV C500
SPV C500 – model telefonu komórkowego produkowanego przez HTC.
Jest typowym smartfonem, który pracuje z systemem Microsoft Windows Mobile 2003 SE. W telefonie można instalować takie aplikacje jak Microsoft Word, PowerPoint i Excel. Istnieje możliwość zainstalowania w telefonie nowszej wersji Windows, dzięki czemu możliwe będzie uruchamianie programów napisanych na platformie .NET Framework. Telefon ten dostępny był wyłącznie w sieci Orange.

## Dane techniczne

### Wyświetlacz
- TFT LCD
- 176 × 220 pikseli
- 64 tysięcy kolorów

### Dźwięk
- dzwonki polifoniczne
- MP3

### PasmaGSM
- 900
- 1800
- 1900

### Bateria
- Li-Ion 1150 mAh

### Pamięć
- Liczba wpisów w książce jest nieograniczona
- Liczba wiadomości w skrzynce jest nieograniczona
- Pamięć wewnętrzna: 32 MB
- Pamięć zewnętrzna: karty pamięci miniSD

### Rozmiary
- Wymiary: 108 × 46 × 18 mm
- Masa: 106 g

### Aparat fotograficzny
- 640 × 480

### Dane i wiadomości
- Rozmowy głosowe
- SMS
- MMS
- E -mail
- WAP

### Łączność
- GPRS
- IrDA
- Bluetooth
- USB

### Dodatkowe
- Odtwarzacz plików audio – wideo
- Obsługiwane formaty: MP3, AAC, DivX, MPEG-4
- Organizer
- Kalendarz
- Kalkulator z przelicznikiem walut
- Lista zadań
- Dyktafon
- Wybieranie głosowe
- Tryb pracy w samolocie